# Phlox cuspidata
Phlox cuspidata är en blågullsväxtart som beskrevs av Scheele. Phlox cuspidata ingår i släktet floxar, och familjen blågullsväxter. Inga underarter finns listade i Catalogue of Life.